# Edward Lewis Bartlett
Edward Lewis Bartlett (ur. 20 kwietnia 1904 w Seattle, zm. 11 grudnia 1968 w Cleveland) – amerykański polityk związany z Partią Demokratyczną. 
W latach 1945–1959 przez siedem dwuletnich kadencji Kongresu Stanów Zjednoczonych był delegatem z Terytorium Alaski w Izbie Reprezentantów Stanów Zjednoczonych.
Po przystąpieniu Alaski do unii Stanów Zjednoczonych Bartlett został wybrany do Senatu Stanów Zjednoczonych. Zasiadał w nim od 1959 roku aż do śmierci w 1968 roku.